# Roddickton-Bide Arm
Roddickton-Bide Arm is een gemeente (town) in de Canadese provincie Newfoundland en Labrador. Roddickton-Bide Arm ligt in het noorden van het eiland Newfoundland, aan de oostkust van het Great Northern Peninsula. De gemeente is te bereiken via Route 433.

## Geografie
De dorpskern van Roddickton ligt iets minder dan 5 km ten noordnoordwesten van de plaats Bide Arm. Roddickton is gevestigd aan de noordoostoever van de Chimney Bay, een 16,5 km lange zeearm. Bide Arm is gevestigd aan een andere zee-inham die parallel loopt met Chimney Bay, namelijk de 9 km lange Bide Arm. Beide baaien vinden in het zuiden aansluiting met de Canada Bay.
De twee dorpen zijn met elkaar verbonden via provinciale route 433, die zuidwaarts verdergaat tot aan het eindpunt in Englee.
De gemeente telt enkele tientallen meertjes, waaronder de First Clay Cove Pond.

## Geschiedenis
Roddickton werd gesticht in 1904 rond een houtzagerij, terwijl Bide Arm gesticht werd in 1969 door hervestigde inwoners van Hooping Harbour. De gemeente Roddickton-Bide Arm ontstond op 1 januari 2009 uit de fusie van deze twee aan elkaar grenzende gemeenten. 

### Zeehonden in het dorp
De gemeente haalde in januari 2019 het internationale nieuws door een groep van zo'n 40 gestrande zadelrobben. Het water nabij het plaatsje was in sneltempo bevroren, waardoor de zeehonden gedesoriënteerd geraakten en ze Roddickton binnentrokken, alwaar ze enkele weken bleven. Ze begaven zich op wegen en parkeerplaatsen, verplaatsten zich doorheen tuinen, legden zich voor deuren en geraakten in enkele gevallen zelfs in gebouwen. Minstens twee zeehonden stierven door vermoedelijke aanrijdingen met wagens.

## Demografie
Met ruim 900 inwoners is Roddickton-Bide Arm een van de grootste gemeenten op het Great Nothern Peninsula. Demografisch gezien is de gemeente, net zoals de meeste kleine gemeente op Newfoundland, echter aan het krimpen. Tussen 1991 en 2021 daalde de bevolkingsomvang van 1.478 naar 928. Dat komt neer op een daling van 550 inwoners (-37,2%) in dertig jaar tijd.
| Jaar                                    | Aantal inwoners | Verschil |
| --------------------------------------- | --------------- | -------- |
| Gegevens van beide dorpen vóór de fusie |                 |          |
| 1991                                    | 1.478           | –        |
| 1996                                    | 1.372           | -7,2%    |
| 2001                                    | 1.209           | -11,9%   |
| 2006                                    | 1.103           | -8,8%    |
| Gegevens van de fusiegemeente           |                 |          |
| 2011                                    | 1.057           | -4,2%    |
| 2016                                    | 999             | -5,5%    |
| 2021                                    | 928             | -7,1%    |

## Gezondheidszorg
In de gemeente bevindt zich het White Bay Central Health Centre, een gezondheidscentrum dat zorg aanbiedt aan de inwoners van de centrale oostkust van het Great Northern Peninsula. Het centrum ligt in Roddickton en valt onder de bevoegdheid van de gezondheidsautoriteit Labrador-Grenfell Health.